# ميزوتو هيروتا
ميزوتو هيروتا (باليابانية: 廣田瑞人؛ مواليد 5 مايو 1981) هو مُقاتل فنون قتالية مختلطة ياباني.

## وصلات خارجية
- ميزوتو هيروتا على موقع يو إف سي (الإنجليزية)
- ميزوتو هيروتا على موقع شيردوغ (الإنجليزية)
- ميزوتو هيروتا على موقع IMDb (الإنجليزية)